# Oreobolus ambiguus
Oreobolus ambiguus är en halvgräsart som beskrevs av Georg Kükenthal och Cornelis Gijsbert Gerrit Jan van Steenis. Oreobolus ambiguus ingår i släktet Oreobolus och familjen halvgräs. Inga underarter finns listade i Catalogue of Life.